# Loris Karius
Loris Sven Karius (sinh ngày 22 tháng 6 năm 1993) là một cầu thủ bóng đá chuyên nghiệp người Đức chơi ở vị trí thủ môn cho câu lạc bộ Schalke 04 tại 2. Bundesliga.
Sinh ra tại Biberach, Karius bắt đầu sự nghiệp với câu lạc bộ Stuttgart trước khi chuyển đến chơi cho Manchester City vào năm 2009. Sau hai năm ở đội trẻ Manchester City, anh trở về Đức chơi cho Mainz 05. Tại đây, anh đã tạo được tên tuổi là thủ môn hàng đầu Bundesliga trước khi chuyển đến chơi cho Liverpool vào năm 2016 với phí chuyển nhượng 7 triệu bảng.

## Thiếu thời
Karius sinh ra tại Biberach, Baden-Württemberg vào ngày 22 tháng 6 năm 1993, với ba mẹ là Christine và Harald Karius. Harald dự định cho con mình trở thành một tay lái xe motocross, nhưng ông nội Loris là Karl, đã động viên anh vào con đường đá bóng. "Cha tôi không xem đá bóng và chính ông nội đã đưa tôi vào môn thể thao này," Karius đã phát biểu trong một cuộc phỏng vấn năm 2016, "Ông luôn dành ra một giờ mỗi ngày để giúp tôi rèn luyện kỹ năng đá bóng khi cha mẹ tôi đang đi làm. Ông là nguồn động viên lớn nhất của tôi."
Karius tham gia Pestalozzi-Gymnasium Biberach cho tới khi anh chuyển tới Anh quốc vào năm 2009 để được kèm cặp riêng.

## Sự nghiệp câu lạc bộ

### Sự nghiệp ban đầu
Karius chơi cho các câu lạc bộ địa phương như FV Biberach, SG Mettenberg và SSV Ulm 1846 trước khi gia nhập VfB Stuttgart, tại đây anh đã lần lượt thăng tiến qua các cấp bậc ở đôi trẻ và nằm trong đội tuyển quốc gia Đức dưới 16 thi đấu với Macedonia vào tháng 9 năm 2008.

### Manchester City
Manchester City mời Karius và gia đình anh đến Anh sau khi xem anh thi đấu trong đội tuyển trẻ Đức với Macedonia, và hoàn tất ký kết hợp đồng vào ngày 1 tháng 7 năm 2009. Người tuyển trạch đội trẻ Stuttgart, Thomas Albeck, đã phát biểu sau sự kiện này: "Đây là một khoản tiền phung phí, và không tương xứng với giá trị cầu thủ." Karius chơi cho đội tuyển Manchester City dưới 18 và sau là dưới 21 tuổi, nhưng không thành công trong việc ra mắt đội hình chính thức ở Manchester.

### Mainz 05

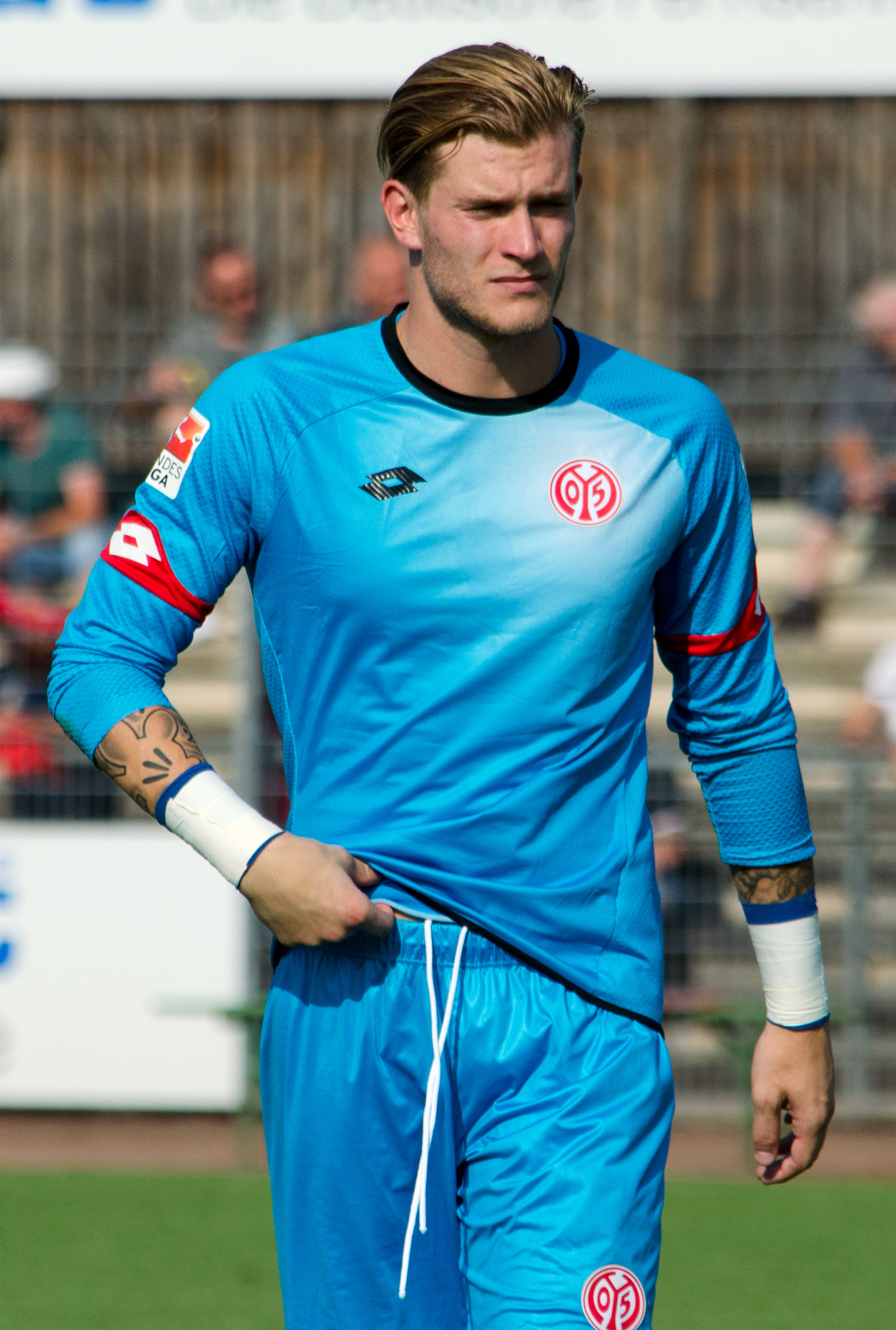
Karius với Mainz 05 năm 2015

Manchester City đưa Karius đến Mainz 05 theo dạng cho mượn vào tháng 8 năm 2011, tại đây anh chơi cho đội hình dự bị của Mainz 05, Mainz 05 II, ở Regionalliga. Ngày 11 tháng 1 năm 2012, một bước ngoặt trong sự nghiệp diễn ra khi Karius ký hợp đồng hai năm với điều khoảng gia hạn thêm một năm đến tháng 6 năm 2015.
Trận đấu ra mắt của anh trong màu áo Mainz 05 vào ngày 1 tháng 12 năm 2012 ở giải Bundesliga với câu lạc bộ Hannover 96 khi anh thay thế cho Shawn Parker sau khi thủ môn Christian Wetklo được thay ra ngoài, thời điểm đó anh đã 19 tuổi, 5 tháng và 9 ngày, giúp cho Karius trở thành thủ môn trẻ nhất chơi ở Bundesliga. Sau đó, anh không chơi trận nào trong mùa 2012–13, nhưng vào mùa bóng 2013–14 anh là thủ môn được lựa chọn hàng đầu vào ngày 12 tháng 1 năm 2015, anh ký một hợp đồng bổ sung kéo dài ba năm.
Karius thành công rực rỡ trong mùa bóng 2015–16, khi đạt thành tích 9 trận giữ sạch lưới, phá 2 quả penalty và được bình chọn là thủ môn giỏi thứ nhì trong một cuộc bầu chọn bởi 235 đồng nghiệp ở Bundesliga, chỉ sau Manuel Neuer.

### Liverpool

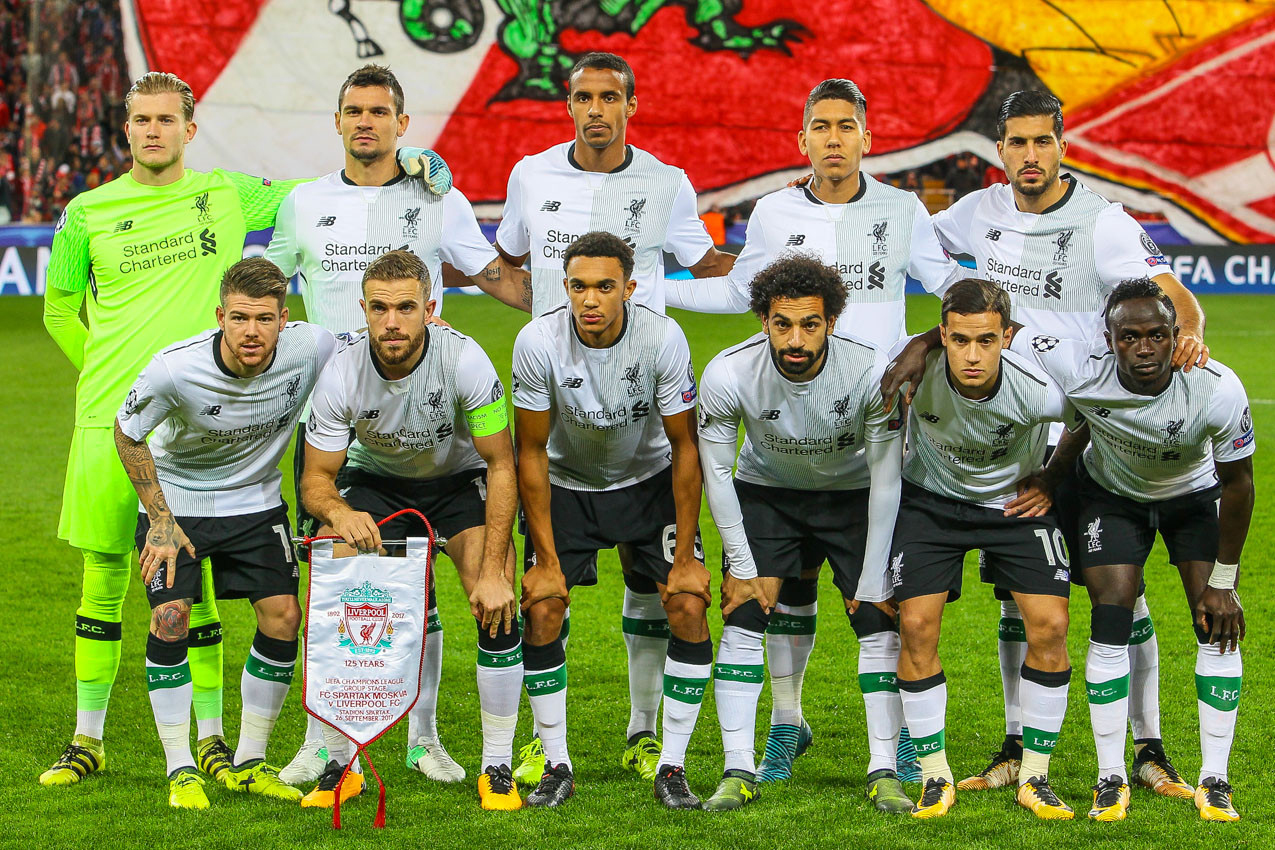
Karius (góc trên bên trái) trong trận đấu tại Champions League năm 2017

Ngày 24 tháng 5 năm 2016, Karius ký hợp đồng với Liverpool với phí chuyển nhượng £4.75 triệu bảng cho hợp đồng 5 năm. Anh được mặc áo số 1.
Trận đấu ra mắt câu lạc bộ mới là trận thắng 3–0 EFL Cup trước Derby County vào ngày 20 tháng 9 năm 2016. Anh chơi trận đầu tiên ở Premier League với câu lạc bộ Hull City, vốn kết thúc với kết quả 5–1 nghiêng về the Reds, vào ngày 24 tháng 9. Anh đạt thành tích giữ sạch lưới trong trận đấu tại Premier League ngày 17 tháng 10 với tỉ số a 0–0 với đối thủ Manchester United. Ngày 24 tháng 10 năm 2016, Jürgen Klopp xác nhận rằng Karius là thủ môn lựa chọn số 1 của Liverpool trên cả Simon Mignolet. Sau hai trận thi đấu dưới sức vào đầu tháng 12, Karius bị loại khỏi đội hình xuất phát. Trả lời cho quyết định này, Klopp nói rằng ông muốn đưa Karius "ra khỏi vòng chỉ trích," và "Karius là một thủ môn trẻ, anh sẽ sớm trở lại." Kể từ khi tiến bộ vào tháng 1 năm 2018, Karius được trở lại vị trí thủ môn chính của đội bóng.
Karius được Klopp xếp bắt chính trong trận chung kết Champions League 2018 nhưng mắc lỗi trực tiếp trong hai bàn thua của Liverpool, khiến cho Liverpool thất bại 1-3 trước Real Madrid. Bàn thua đầu tiên do anh ném bóng thẳng vào chân Karim Benzema và bóng bay thẳng vào lưới. Bàn thua thứ hai khi anh bắt bóng không chính xác từ cú sút xa của Gareth Bale, để bóng bay qua tay. Sau trận đấu anh đã gửi lời xin lỗi tới các cổ động viên Liverpool.

#### Cho mượn tại Beşiktaş
Vào ngày 25 tháng 8 năm 2018, Karius gia nhập câu lạc bộ Thổ Nhĩ Kỳ Beşiktaş theo dạng cho mượn có thời hạn hai năm. Vào tháng 3 năm 2019,Karius đã gửi đơn khiếu nại lên FIFA về việc anh bị câu lạc bộ nợ lương trong 4 tháng. Sau đó anh ấy đã chấm dứt hợp đồng với câu lạc bộ để quay trở lại Liverpool.

#### Cho mượn tại Union Berlin
Mùa giải 2020–21, anh được câu lạc bộ Union Berlin mượn. Vào ngày 22 tháng 12 năm 2020, Karius có trận ra mắt trong trận thua 3-2 trước SC Paderborn tại DFB-Pokal. Vào ngày 13 tháng 2 năm 2021, anh có bắt chính đầu tiên tại Bundesliga cho Union Berlin trong trận hòa không bàn thắng trước FC Schalke 04.

## Sự nghiệp quốc tế
Karius đại diện cho tất cả đội tuyển trẻ của Đức từ U16 trở lên, nhưng sự xuất hiện anh không đáng kể vì phải cạnh tranh với Timo Horn và Marc-André ter Stegen.

## Đời tư
Karius làm bạn với ca sĩ Canada Justin Bieber sau khi họ gặp nhau trong kỳ nghỉ ở Miami trong mùa hè năm 2015; với thân hình xăm trổ Karius phát biểu: "chúng tôi ở cùng một khách sạn, [Bieber] hâm mộ những hình xăm của tôi và tôi đáp lại. Anh ta thật thú vị, Anh ấy hứa sẽ mời tôi đến các buổi diễn của anh ấy."

## Thống kê sự nghiệp
Tính đến 28 tháng 2 năm 2021
| Câu lạc bộ          | Mùa giải            | Vô địch quốc gia     | Vô địch quốc gia | Vô địch quốc gia | Cúp quốc gia | Cúp quốc gia | Cúp liên đoàn | Cúp liên đoàn | Cúp châu Âu | Cúp châu Âu | Tổng cộng | Tổng cộng |
| Câu lạc bộ          | Mùa giải            | Hạng đấu             | Số trận          | Số bàn           | Số trận      | Số bàn       | Số trận       | Số bàn        | Số trận     | Số bàn      | Số trận   | Số bàn    |
| ------------------- | ------------------- | -------------------- | ---------------- | ---------------- | ------------ | ------------ | ------------- | ------------- | ----------- | ----------- | --------- | --------- |
| Mainz 05 II         | 2011–12             | Regionalliga West    | 18               | 0                | —            | —            | —             | —             | —           | —           | 18        | 0         |
| Mainz 05 II         | 2012–13             | Regionalliga Südwest | 6                | 0                | —            | —            | —             | —             | —           | —           | 6         | 0         |
| Mainz 05 II         | 2013–14             | Regionalliga Südwest | 3                | 0                | —            | —            | —             | —             | —           | —           | 3         | 0         |
| Mainz 05 II         | Tổng cộng           | Tổng cộng            | 27               | 0                | —            | —            | —             | —             | —           | —           | 27        | 0         |
| Mainz 05            | 2011–12             | Bundesliga           | 0                | 0                | 0            | 0            | —             | —             | 0           | 0           | 0         | 0         |
| Mainz 05            | 2012–13             | Bundesliga           | 1                | 0                | 0            | 0            | —             | —             | —           | —           | 1         | 0         |
| Mainz 05            | 2013–14             | Bundesliga           | 23               | 0                | 0            | 0            | —             | —             | —           | —           | 23        | 0         |
| Mainz 05            | 2014–15             | Bundesliga           | 33               | 0                | 1            | 0            | —             | —             | 2           | 0           | 36        | 0         |
| Mainz 05            | 2015–16             | Bundesliga           | 34               | 0                | 2            | 0            | —             | —             | —           | —           | 36        | 0         |
| Mainz 05            | Tổng cộng           | Tổng cộng            | 91               | 0                | 3            | 0            | —             | —             | 2           | 0           | 96        | 0         |
| Liverpool           | 2016–17             | Premier League       | 10               | 0                | 3            | 0            | 3             | 0             | —           | —           | 16        | 0         |
| Liverpool           | 2017–18             | Premier League       | 19               | 0                | 1            | 0            | 0             | 0             | 13          | 0           | 33        | 0         |
| Liverpool           | 2018–19             | Premier League       | 0                | 0                | —            | —            | —             | —             | —           | —           | 0         | 0         |
| Liverpool           | Tổng cộng           | Tổng cộng            | 29               | 0                | 4            | 0            | 3             | 0             | 13          | 0           | 49        | 0         |
| Beşiktaş (mượn)     | 2018–19             | Süper Lig            | 30               | 0                | 0            | 0            | —             | —             | 5           | 0           | 35        | 0         |
| Beşiktaş (mượn)     | 2019–20             | Süper Lig            | 25               | 0                | 2            | 0            | —             | —             | 5           | 0           | 32        | 0         |
| Beşiktaş (mượn)     | Tổng cộng           | Tổng cộng            | 55               | 0                | 2            | 0            | 0             | 0             | 10          | 0           | 67        | 0         |
| Union Berlin (mượn) | 2020–21             | Bundesliga           | 4                | 0                | 1            | 0            | —             | —             | —           | —           | 5         | 0         |
| Tổng cộng sự nghiệp | Tổng cộng sự nghiệp | Tổng cộng sự nghiệp  | 206              | 0                | 10           | 0            | 3             | 0             | 25          | 0           | 244       | 0         |

1. ↑  Bao gồm Cúp bóng đá Đức và Cúp FA
2. ↑  Bao gồm Cúp Liên đoàn bóng đá Anh
3. 1 2  Appearances in UEFA Europa League
4. ↑  Appearances in UEFA Champions League